# شمال ایران

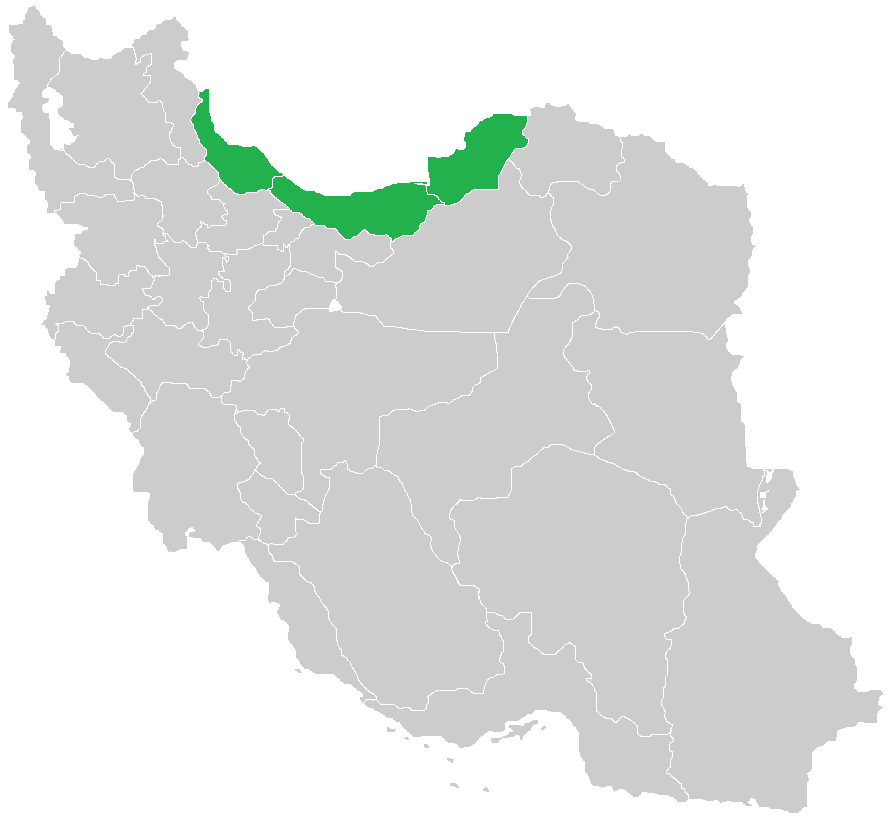
استان‌های شمال ایران

شمال ایران یا به‌طور کوتاه شُمال اصطلاحی است جغرافیایی که به سرزمینی نسبتاً بزرگ اما سرسبز و حاصلخیز در جنوب دریای مازندران و شمال رشته‌کوه البرز گفته می‌شود و شامل استان‌های گیلان، مازندران و گلستان است. راه‌های اصلی ورود به شمال جاده‌های کرج-چالوس، تهران-چالوس، هراز، فیروزکوه (سوادکوه)، سمنان-ساری، دامغان-گلوگاه، شاهرود-توسکستان-گرگان، شاهرود-آزادشهر، محور قدیم قزوین-رشت، آزادراه قزوین-رشت، گردنه حیران، اسالم-خلخال، پونل-خلخال و جادهٔ مشهد-گرگان هستند.
شمال ایران، دارای شهرهایی توریستی و مسافرپذیر است. آب و هوای معتدل و مرطوب برای ایرانیانی که معمولاً در شهرهای گرم و خشک یا سرد و خشک زندگی می‌کنند بسیار جذاب است.
نخستین تصویری که با شنیدن نام شمال کشور در ذهن ایجاد می‌شود، تصویر دریا و جنگل است. در حقیقت بخش بزرگی از طرح‌های مربوط به فضاهای روستایی شمال ایران، به پوشش گیاهی گسترده اختصاص دارد. بافت شهری شمال ایران بیشتر دارای بخش‌های کهن و دیدنی است اما در سال‌های اخیر ویلاسازی و خانه‌سازی بدون تناسب با بافت شهری این مناطق سبب تخریب و آسیب‌های محیط زیستی شده است.
گرچه با توجه به ویژگی‌های ناهمواری، اراضی قابل بهره‌برداری کشاورزی در ابن منطقه محدود است، اما استان‌های ساحلی دریای‌مازندران در دهه‌های اخیر پیوسته به عنوان مهم‌ترین مناطق تولید کشاورزی ایران به‌شمار آمده‌اند. این جایگاه ویژه از یک سو با توجه تنوع محصولات تولیدی در گیلان و مازندران و از سوی دیگر از طریق بررسی آمار تولیدات زراعی در این منطقه و مقایسهٔ آن با دشت پست خزر جنوبی و کل کشور آشکار می‌گردد.

## پرجمعیت‌ترین شهرهای شمال ایران

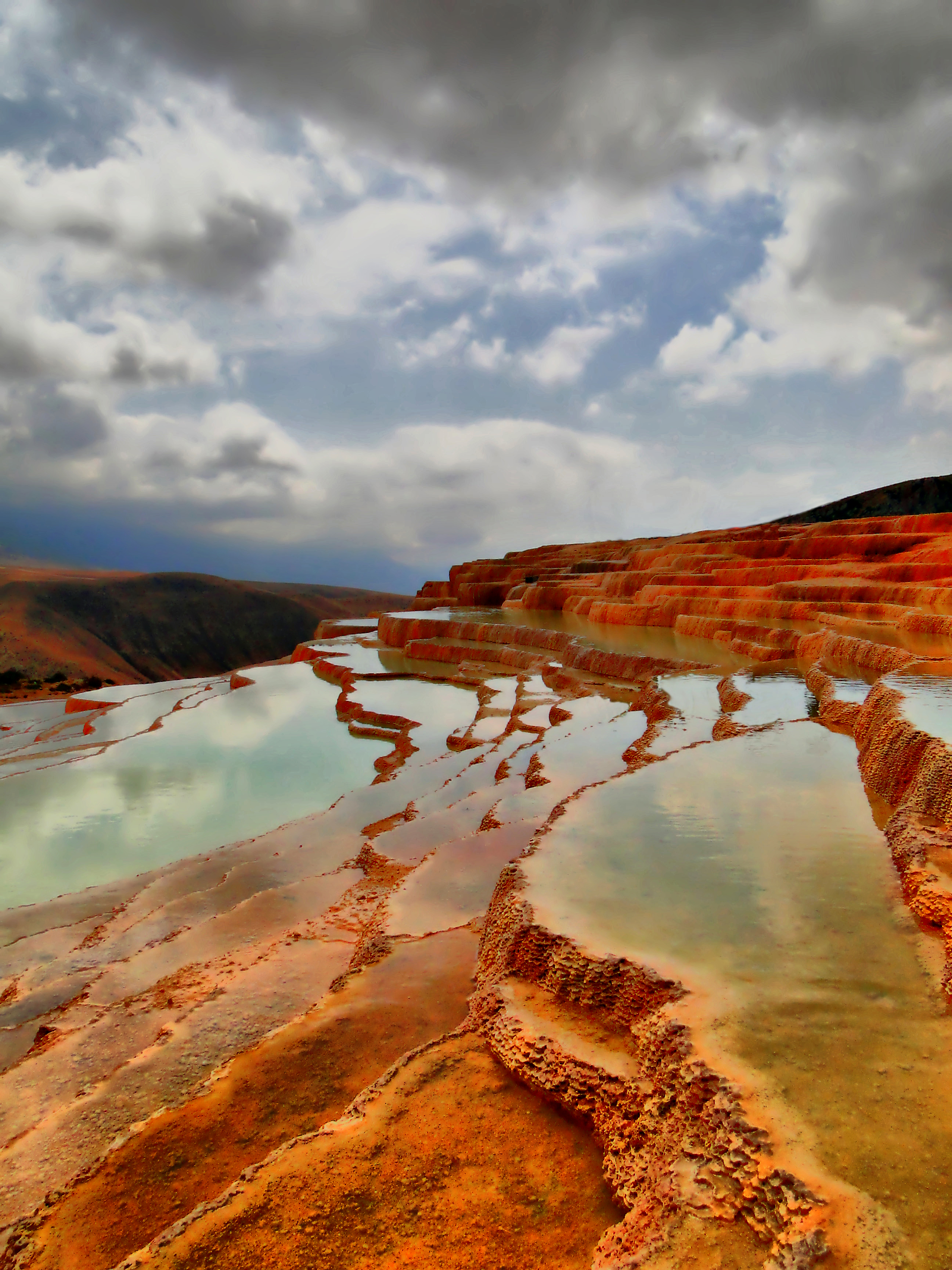
چشمهٔ باداب سورت ساری دومین میراث طبیعی ثبت شده در ساری

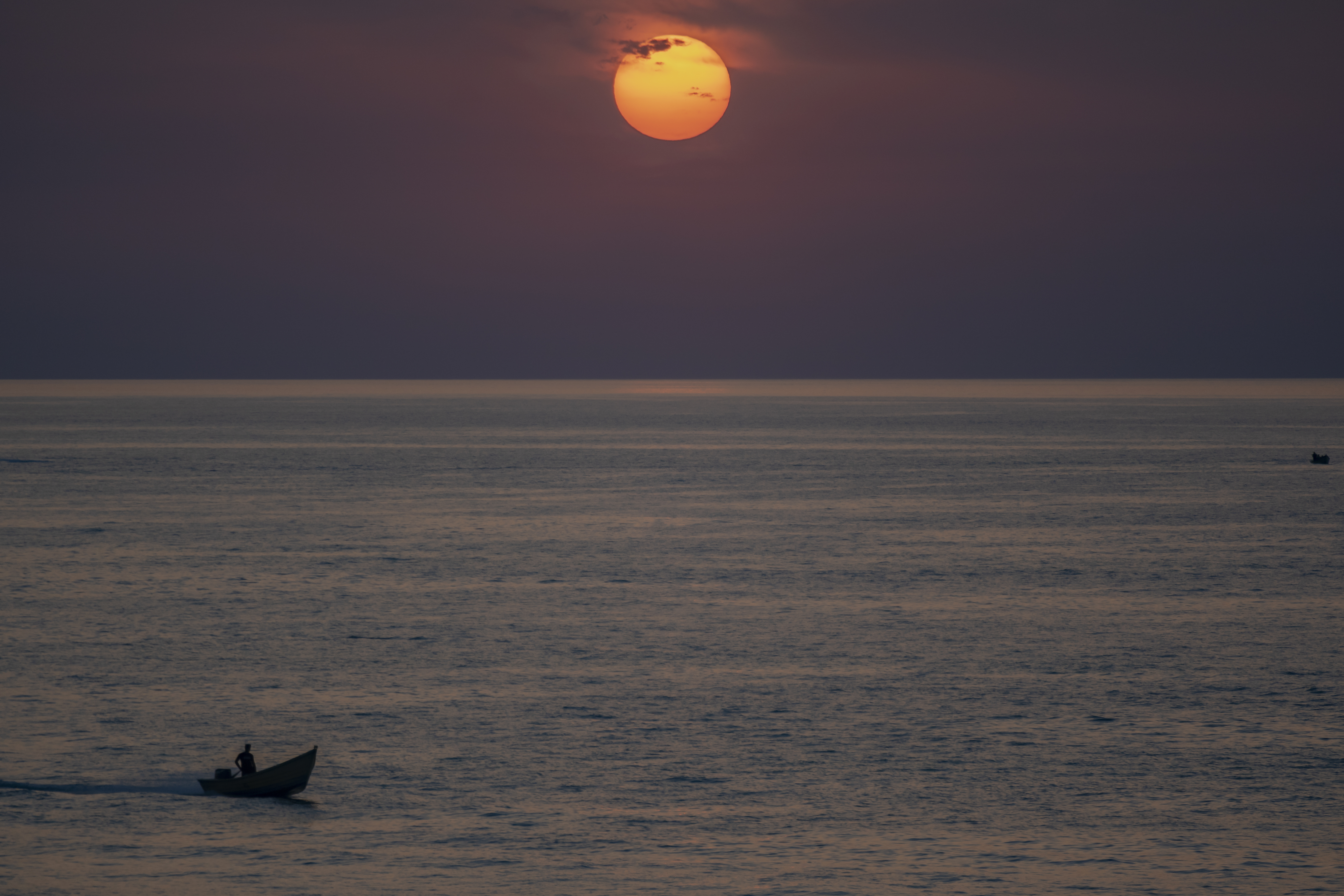
غروب ساحل شهر سرخ‌رود از شهرهای شمالی ایران

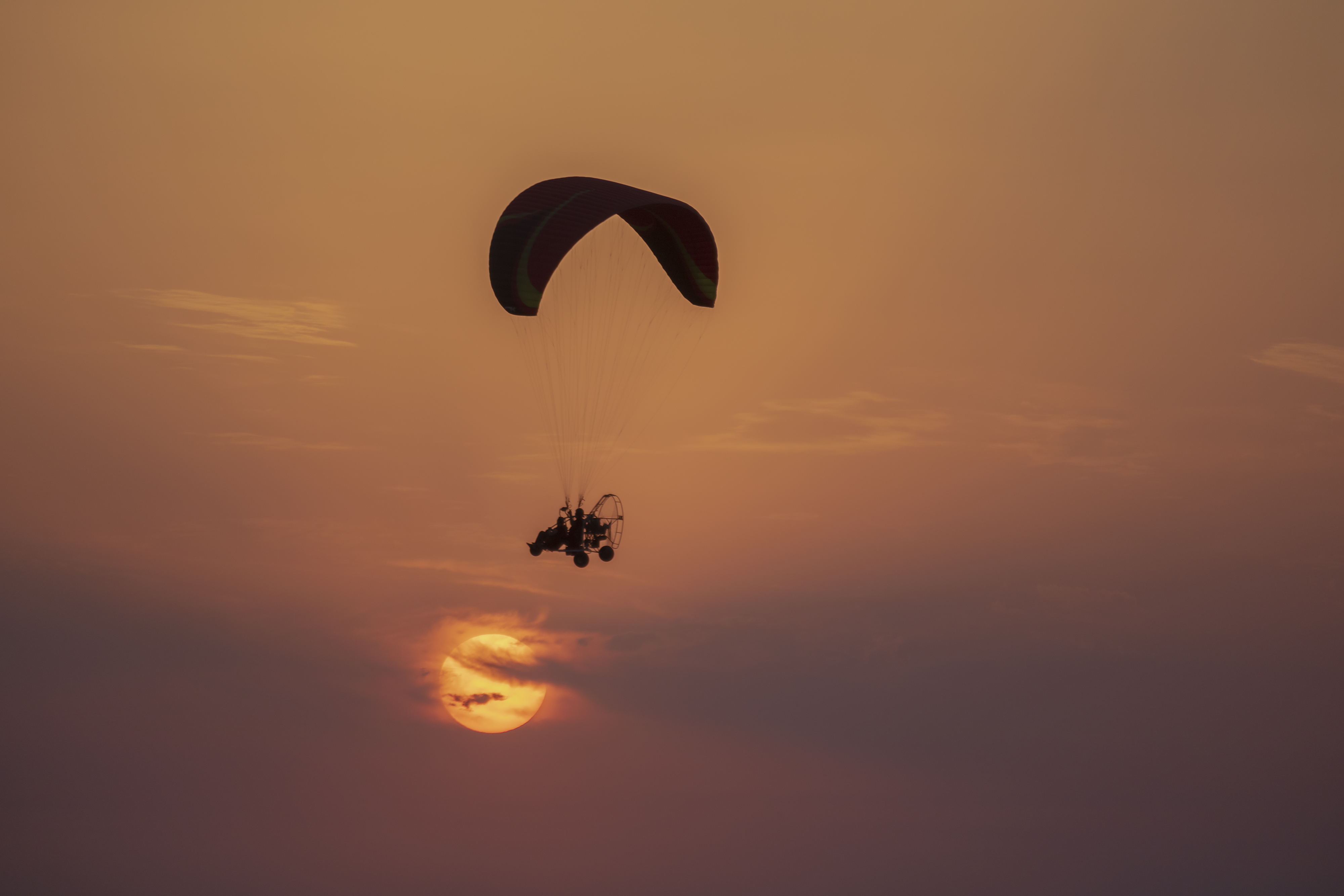
ورزش‌های ساحلی در سرخ‌رود مازندران

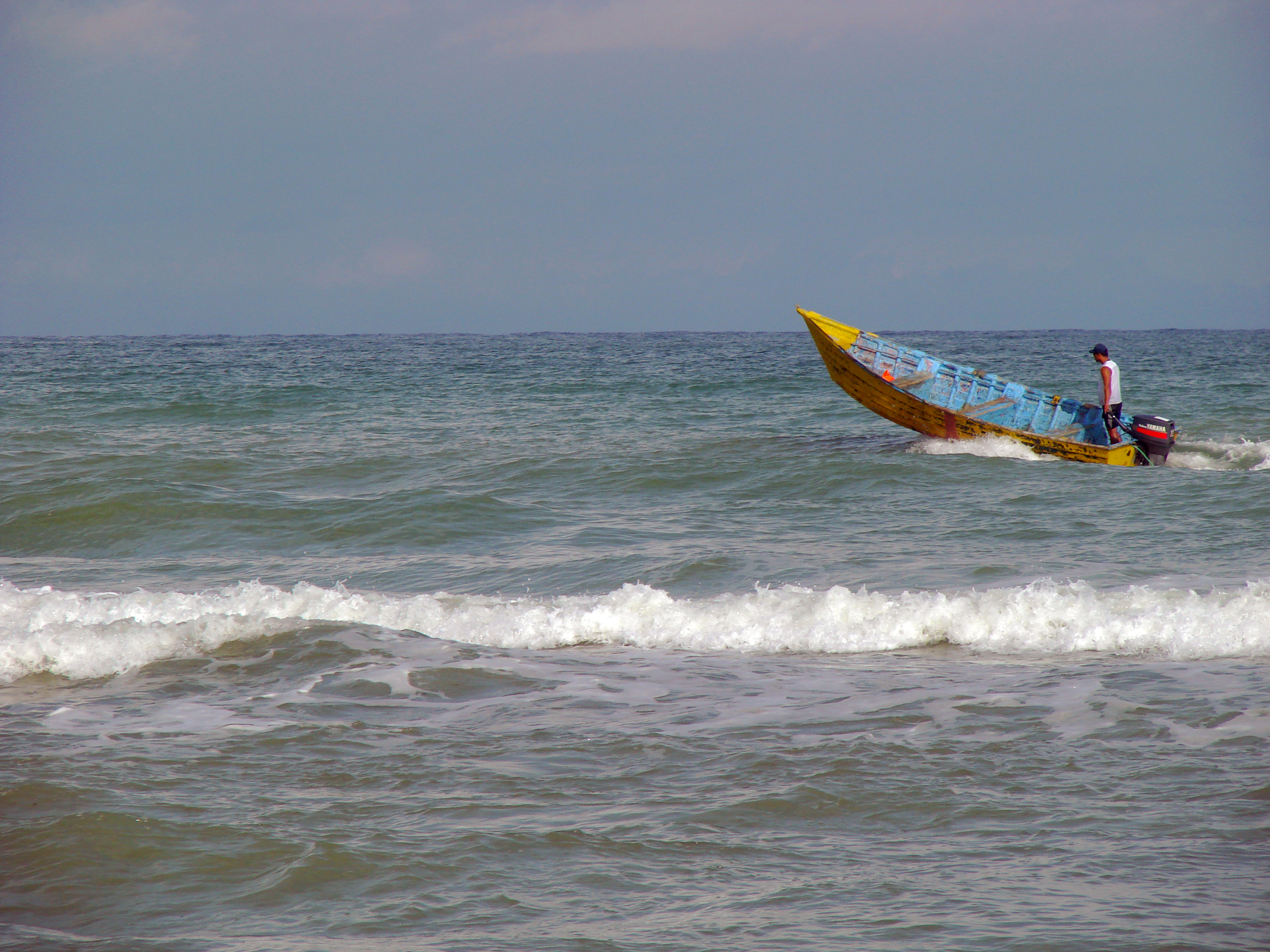
قایق‌سواری در ساحل محمودآباد از شهرهای شمالی ایران

| رتبه | نام شهر    | استان    | جمعیت ۱۳۹۵ | رتبه در استان |
| ---- | ---------- | -------- | ---------- | ------------- |
| ۱    | رشت        | گیلان    | ۶۷۹٬۹۹۵    | ۱             |
| ۲    | گرگان      | گلستان   | ۳۵۰٬۶۷۶    | ۱             |
| ۳    | ساری       | مازندران | ۳۴۷٬۴۰۲    | ۱             |
| ۴    | بابل       | مازندران | ۲۵۰٬۲۱۷    | ۲             |
| ۵    | آمل        | مازندران | ۲۳۷٬۵۲۸    | ۳             |
| ۶    | قائم‌شهر    | مازندران | ۲۰۴٬۹۵۳    | ۴             |
| ۷    | گنبد کاووس | گلستان   | ۱۵۱٬۹۱۰    | ۲             |
| ۸    | بندرانزلی  | گیلان    | ۱۱۸٬۵۶۴    | ۲             |
| ۹    | لاهیجان    | گیلان    | ۱۰۱٬۰۷۳    | ۳             |
| ۱۰   | بهشهر      | مازندران | ۹۴٬۷۰۲     | ۵             |

## مردم و زبان
استان‌های شمالی ایران سرزمین مادری و پدری مردم طبری (مردم مازندرانی و کتول)، گیلک‌ها، تالش‌ها، تات‌ها و ترکمن‌ها است و اکثریت جمعیت این سه استان را طبری‌ها (مردم مازندرانی و کتول)، گیلک‌ها، تالش‌ها، تات‌ها، ترکمن‌ها تشکیل می‌دهند که به زبان طبری (مازندرانی و کتولی)، زبان گیلکی، زبان تالشی و زبان تاتی و زبان ترکمنی صحبت می‌کنند. بومیان شمال ایران علاوه بر زبان مادری خود به زبان فارسی نیز صحبت می‌کنند. همچنین اقلیتی از مردم روس و گرجی و ارمنی و آذری و فارس و کرد و عرب و بلوچ در نواحی شمال کشور سکونت دارند که در سده‌های اخیر به شمال ایران کوچ نمودند.

## ترابری

### جاده‌ای
شبکه‌های وسیعی از جاده‌ها در شمال ایران مثل نقاط دیگر جهان وجود دارد که شهرها را به یکدیگر وصل می‌کنند. عملیات ساخت آزادراه تهران - شمال که طرح نخست آن در سال ۱۳۵۳ داده شد، پس از گذشت دهه‌ها، این پروژه هنوز گشایش نیافته است و در دست ساخت است. این آزادراه قرار است تهران را به چالوس و نوشهر وصل کند. هم‌اکنون قطعات ۱ و ۴ این آزادراه در دست بهره‌برداری و قطعات ۲ و ۳ در دست ساخت هستند.
برای کسانی که از مبدأ تهران، مقصدشان شرق مازندران یا گلستان است، مسیرهای هراز و فیروزکوه مناسب‌تر و برای مسافران غرب مازندران جاده چالوس انتخاب بهتری است.
البته آزادراه تهران-شمال هم انتخاب خوبی برای کسانی است که از توانایی مالی بالا و شرایط اقتصادی بسیار خوبی برخوردار هستند و می‌توانند مبالغ فوق سنگین و نجومی عوارضی آن را بپردازند و دوست دارند در کوتاه‌ترین زمان به چالوس و غرب مازندران برسند. متأسفانه نرخ عوارضی آزادراه طوری تعیین شده است که اکثریت جامعهٔ ایران قادر به پرداخت مبالغ هنگفت آن نیستند و این آزادراه تنها توسط قشر مرفه و پولدار کشور که عمدتاً از ساکنین بالاشهر تهران هستند مورد استفاده قرار می‌گیرد و می‌توان لقب آزادراه پولدارها را به آن اختصاص داد.
آزادراه قزوین-رشت، مسیر امن و سریع برای رسیدن به گیلان است.
جاده‌های شمال ایران به شرح زیر هستند:
| نشان | شماره جاده              | مسافت (کیلومتر) | شهر مبدأ | شهر مقصد   | شهرهای مهم | موقعیت | نگاره |
| ---- | ----------------------- | --------------- | -------- | ---------- | --- | ------ | ----- |
|      | آزادراه ۱               | ۱۳۸             | قزوین    | رشت        | لوشان، منجیل، رودبار و توتکابن                                                                                    |        |       |
|      | آزادراه ۳ (تهران-شمال)  | ۱۲۱             | تهران    | چالوس      | |        |       |
|      | جاده ۱۶                 | ۴۹۴             | آستارا   | سرو        | اردبیل، سراب، تبریز و ارومیه                                                                                      |        |       |
|      | جاده ۲۲                 | ۱٬۳۲۷           | سرخس     | خلخال      | مشهد، بجنورد، گرگان، ساری، قائمشهر، بابل، آمل، چالوس، رامسر، لاهیجان و رشت                                        |        |       |
|      | جاده ۴۹                 | ۴۹۴             | ساوه     | آستارا     | بوئین‌زهرا، قزوین، محمودآباد نمونه، کوهین، لوشان، منجیل، رودبار، رستم‌آباد، رشت، بندر انزلی، رضوانشهر، اسالم و تالش |        |       |
|      | جاده ۵۹ (جاده چالوس)    | ۱۶۳             | کرج      | چالوس      | مرزن‌آباد |        |       |
|      | جاده ۷۷ (جاده هراز)     | ۱۸۳             | تهران    | آمل        | پردیس، بومهن و رودهن                                                                                              |        |       |
|      | جاده ۷۹ (جاده فیروزکوه) | ۲۵۲             | تهران    | قائمشهر    | دماوند، فیروزکوه، پل سفید، زیرآب و شیرگاه                                                                         |        |       |
|      | جاده ۸۱                 | ۴۹۴             | اردکان   | ساری       | دامغان، کیاسر |        |       |
|      | جاده ۸۳                 | ۲۱۱             | شاهرود   | گنبد کاووس | آزادشهر |        |       |

### راه‌آهن
1. راه‌آهن شمال یا راه‌آهن مازندران، نام یکی از شعبه‌های اصلی از راه‌آهن سراسری ایران است که در سال ۱۳۰۸ خورشیدی در دوران رضاشاه پهلوی، نخستین فاز آن میان شهرهای ساری-بندر شاه افتتاح گردید. این راه‌آهن دارای ۲۷ ایستگاه است که ۷ ایستگاه آن مشترک با راه‌آهن خراسان است. راه‌آهن مازندران به نام راه‌آهن شمال نیز مشهور است. حوزهٔ استحفاظی راه‌آهن شمال از سوزن خروجی ایستگاه گرمسار در استان سمنان آغاز و با عبور از کوه‌های البرز و بخش‌هایی از استان تهران وارد استان مازندران و مناطق جنگلی شده و با عبور از شهرهای متعدد و مناطق جلگه‌ای وارد استان گلستان و در انتها به ایستگاه گرگان ختم می‌شود.
2. خط راه‌آهن قزوین-رشت یا راه‌آهن گیلان[۷][۸][۹] از طرح‌های ملی خطوط ریلی ایران است که از سال ۱۳۸۶ شروع شد،[۱۰] و در ۱۵ اسفند ۱۳۹۷ به بهره‌برداری رسید.[۱۱] این خط که دارای ۱۶۴ کیلومتر طول است از شهر قزوین آغاز و در شهر رشت به پایان می‌رسد، طبق برنامه در آینده این خط از شهر رشت به‌طور مجزا در سه مسیر مجزا[۱۲] خط راه‌آهن رشت-بندر کاسپین، خط راه‌آهن رشت بندر انزلی و خط راه‌آهن رشت-بندر آستارا امتداد پیدا می‌کند. خط راه‌آهن رشت آستارا به راه‌آهن کشور جمهوری آذربایجان متصل می‌شود. با اتمام خط راه‌آهن رشت آستارا، ارتباط بندرعباس در خلیج فارس به هلسینکی فنلاند میسر می‌شود. خط راه‌آهن قزوین-رشت با هزینهٔ ۱۸۰۰ میلیارد تومانی از مهر ۱۳۸۱ شروع به ساخت[۱۳] شده است.

### هوایی
فرودگاه‌های فعال شمال ایران به شرح زیر هستند:
| ردیف | فرودگاه        | شهر   | نوع        | استان    | تعداد باند | تعداد ترمینال | میزان نشست و برخاست هواپیما در سال ۱۴۰۰ (فروند) |
| ---- | -------------- | ----- | ---------- | -------- | ---------- | ------------- | ----------------------------------------------- |
| ۱    | دشت ناز ساری   | ساری  | بین‌المللی  | مازندران | ۱          | ۲             | ۳٬۰۶۸                                           |
| ۲    | سردار جنگل رشت | رشت   | بین‌المللی  | گیلان    | ۱          | ۲             | ۲٬۷۰۸                                           |
| ۳    | فرودگاه گرگان  | گرگان | بین اللملی | گلستان   | ۱          | ۲             | ۲٬۵۶۴                                           |
| ۴    | فرودگاه رامسر  | رامسر | داخلی      | مازندران | ۱          | ۱             | ۶۱۶                                             |
| ۵    | فرودگاه نوشهر  | نوشهر | داخلی      | مازندران | ۱          | ۱             | ۲۳۲                                             |
| ۶    | فرودگاه کلاله  | کلاله | داخلی      | گلستان   | ۱          | ۱             | ۰                                               |

### دریایی
بنادر فعال در کرانهٔ جنوبی دریای خزر بر اساس میزان تخلیه و بارگیری کالا در سال ۱۴۰۱ به شرح زیر هستند:
| ردیف | بندر       | شهرستان    | استان    | رتبه در کشور | میزان تخلیه و بارگیری کالا در سال ۱۴۰۱ (برحسب تن) |
| ---- | ---------- | ---------- | -------- | ------------ | ------------------------------------------------- |
| ۱    | امیرآباد   | بهشهر      | مازندران | ۶            | ۳٬۲۲۲٬۹۴۱                                         |
| ۲    | انزلی      | انزلی      | گیلان    | ۱۰           | ۱٬۵۵۹٬۸۷۰                                         |
| ۳    | نوشهر      | نوشهر      | مازندران | ۱۲           | ۶۵۵٬۴۶۳                                           |
| ۴    | آستارا     | آستارا     | گیلان    | ۱۵           | ۱۷۸٬۶۸۷                                           |
| ۵    | فریدونکنار | فریدونکنار | مازندران | ۱۷           | ۱۲۸٬۵۶۹                                           |

## حفظ اراضی کشاورزی شمال ایران
دگرگون کردن بافت زمین‌های کشاورزی، به ساخت‌وساز ویلا غیرقانونی و تخلف است و کار برخی گروه‌ها و تحمیل گران قدرتمند است؛ و پاره‌ای گروه‌های قدرت و لابی‌های مختلفِ قدرت، برخی زمین‌ها را برای کاربری دیگر قرار می‌دهند و پول حاصل از فروش زمین کشاورزی گاهی به بانک‌ها سپرده می‌شوند؛ هرگونه تغییر کاربری زمین‌های کشاورزی و ساخت‌وساز در مزارع و باغ‌ها ممنوع است و با بزهکاران، بر پایهٔ قانون می‌بایست برخورد صورت بگیرد و گواهی‌های صادره مبنی بر ساخت بَنا یا دیوارکشی اراضی زراعی و باغی به‌دست شورای اسلامی محل یا دیگر دستگاه‌ها وجاهت قانونی ندارد و مانع از برخورد با بزهکاران نخواهد شد.
دولت، وزارت جهاد کشاورزی را موظف کرده است طرح پایش زمین‌ها و سنددار کردن اراضی کشاورزی را در برنامه‌های خود قرار دهد که با همکاری وزارتخانه‌های جهاد کشاورزی و وزارت راه و شهرسازی، سازمان ثبت اسناد و املاک کشور و معاونت راهبردی ریاست‌جمهوری انجام می‌شود. وزارتخانه‌های راه و شهرسازی، جهاد کشاورزی و مسکن باید برای نگهداری اراضی کشاورزی کوشش کنند؛ این وزارتخانه‌هایِ مربوط و نیز کارگزاران شهریِ تابعه موظف هستند در نگهداری زمین‌های کشاورزی کوشش کرده و سازمان بازرسی کل کشور، در این زمینه، به‌عنوان زمین‌خواری، مسئولان و کسانی که مجوز این دگرگونی کاربری را می‌دهند مورد بازخواست قرار می‌دهد.
هیئت وزیران دولت‌های ایران، وزارتخانه‌های کشاورزی، وزارتخانهٔ راه، وزارتخانهٔ کشور و سازمان محیط زیست را مکلف کرده که، کلیهٔ ظرفیت‌ها را، به‌منظور جلوگیری از تغییر کاربری زمین‌های کشاورزی و ویرانی محیط‌زیست شمال کشور در ایران، به‌کارگیرند.
در همین راستا در گزارشی در شهریور ۱۳۹۶ اعلام شد که وزارت راه و شهرسازی مکلف شده نسبت به شناسایی، تصویب و اعلانِ عمومیِ اراضیِ ملی و دولتیِ مستعد در کل کشور با همکاری وزارت جهاد کشاورزی و سازمان‌ها و مؤسسات مربوط ظرف زمان ۶ ماه اقدام کند. همین وزارتخانه همچنین مکلف شد سیاست افزایش تراکم ساختمانی به‌جای افزایش محدوده شهرها در استان‌های شمالی کشور (گیلان، مازندران و گلستان) را اتخاذ کند؛ و دولت وزارتخانه‌های جهاد کشاورزی، و وزارت راه و شهرسازی و وزارت کشور و سازمان حفاظت محیط‌زیست را مکلف کرد کلیه ظرفیت‌ها و احکام مندرج در قوانین و مقررات برای جلوگیری از تخریب و تغییر کاربری اراضی کشاورزی و ویرانی محیط‌زیست واقع در محدوده، حریم و خارج از حریم شهرهای استان‌های گیلان، مازندران و گلستان را به‌کار گرفته و وظایف خود در این زمینه را اعمال کنند.
هیئت وزیران، وزارت جهاد کشاورزی را مکلف کرده است در حریم و خارج از حریم شهرهای شمالی کشور و در چارچوب آیین پاسبانیِ کاربری زمین‌های زراعی و باغ‌ها، کنش قانونی برای قلع‌وقمع بَنا و مستحدثاتی که به‌صورت غیرمجاز و بدون دریافت مجوز بر روی گستره‌های مربوط ایجادشده است را انجام دهند؛ و وزارت کشور با نگرش مؤخر بودن آن قانون نسبت به دستور شهرداری و اصلاحاتِ بعدی آن، از ارجاع این موارد و پرونده‌ها به کمیسیون‌های مربوط به قانون شهرداری پرهیز کند. دولت کلیهٔ دستگاه‌های اجرایی را موظف کرد از ارائهٔ هرگونه خدمات زیربنایی به ساخت‌وسازهای ناروا خودداری کنند. همچنین راه‌اندازی گلخانه، دامداری، مرغداری، استخر پرورش ماهی و دیگر تولیدات کشاورزی و کارگاه‌های صنایع تکمیلی و خوراکی در روستاها نیازمند دریافت مجوز از سازمان جهاد کشاورزی استان است.

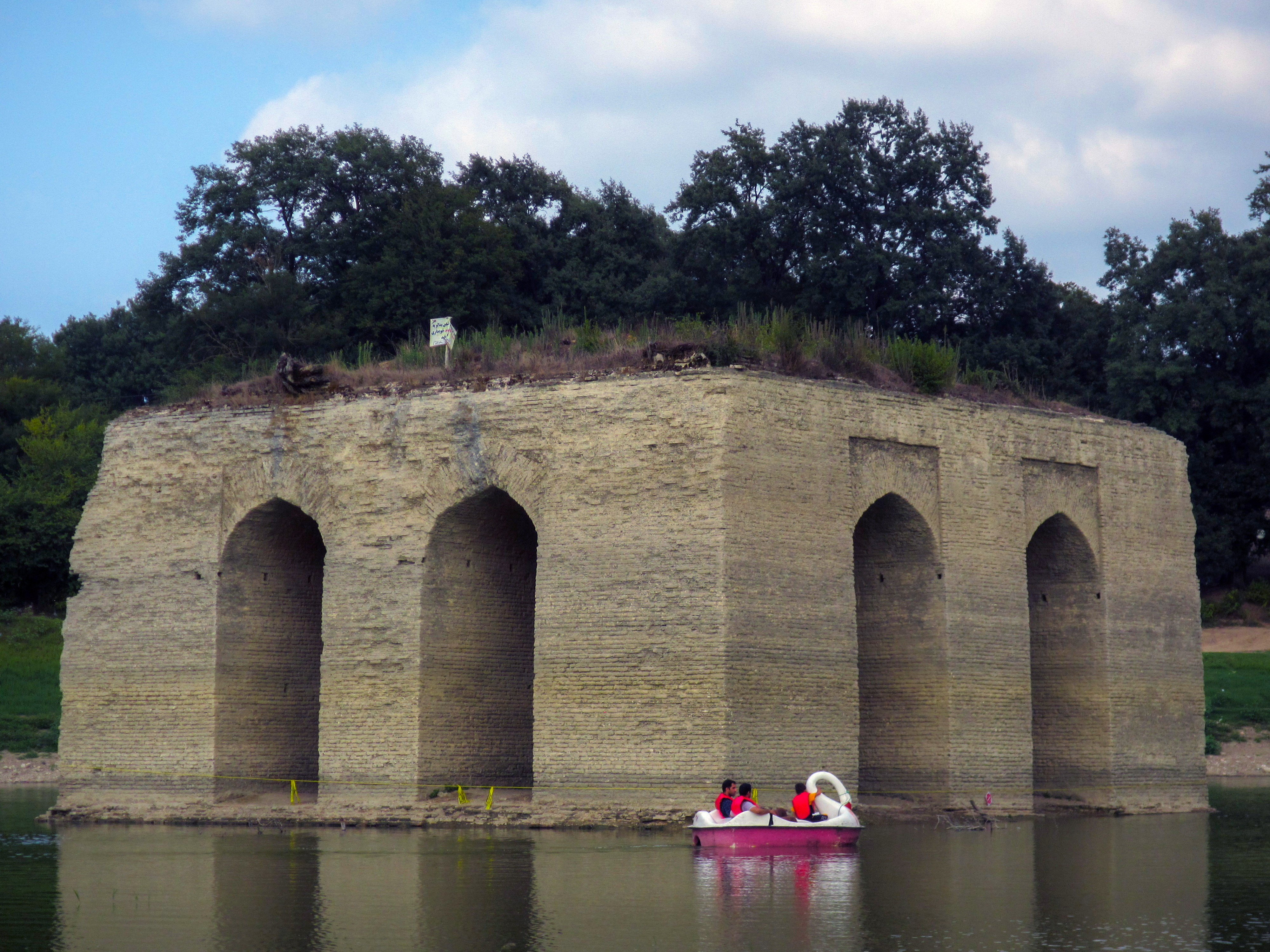
دریاچه عباس‌آباد در بهشهر مازندران

### محورهای کلان سیاست دولت ایران دربارهٔ این مناطق
- ابلاغ اصول و ضوابط تهیه طرح‌های جامع و هادی در خصوص گستره‌های شهری و روستاهای شمالی
- جلوگیری از تخریب و دگرگونی کاربری اراضی کشاورزی واقع در محدوده، حریم و خارج از حریم شهرهای استان‌های شمالی کشور با استفاده از تمامی ظرفیت‌ها و احکام مندرج در قوانین و مقررات
- اتخاذ روش افزایش تراکم ساختمانی به‌جای افزایش گستره شهرها در استان‌های شمالی کشور ایران (گیلان، مازندران و گلستان)
- کنش قانونی برای قلع‌وقمع بَنا و مستحدثاتی که به‌صورت بی پروانه روی گستره‌های ممنوع ایجادشده است

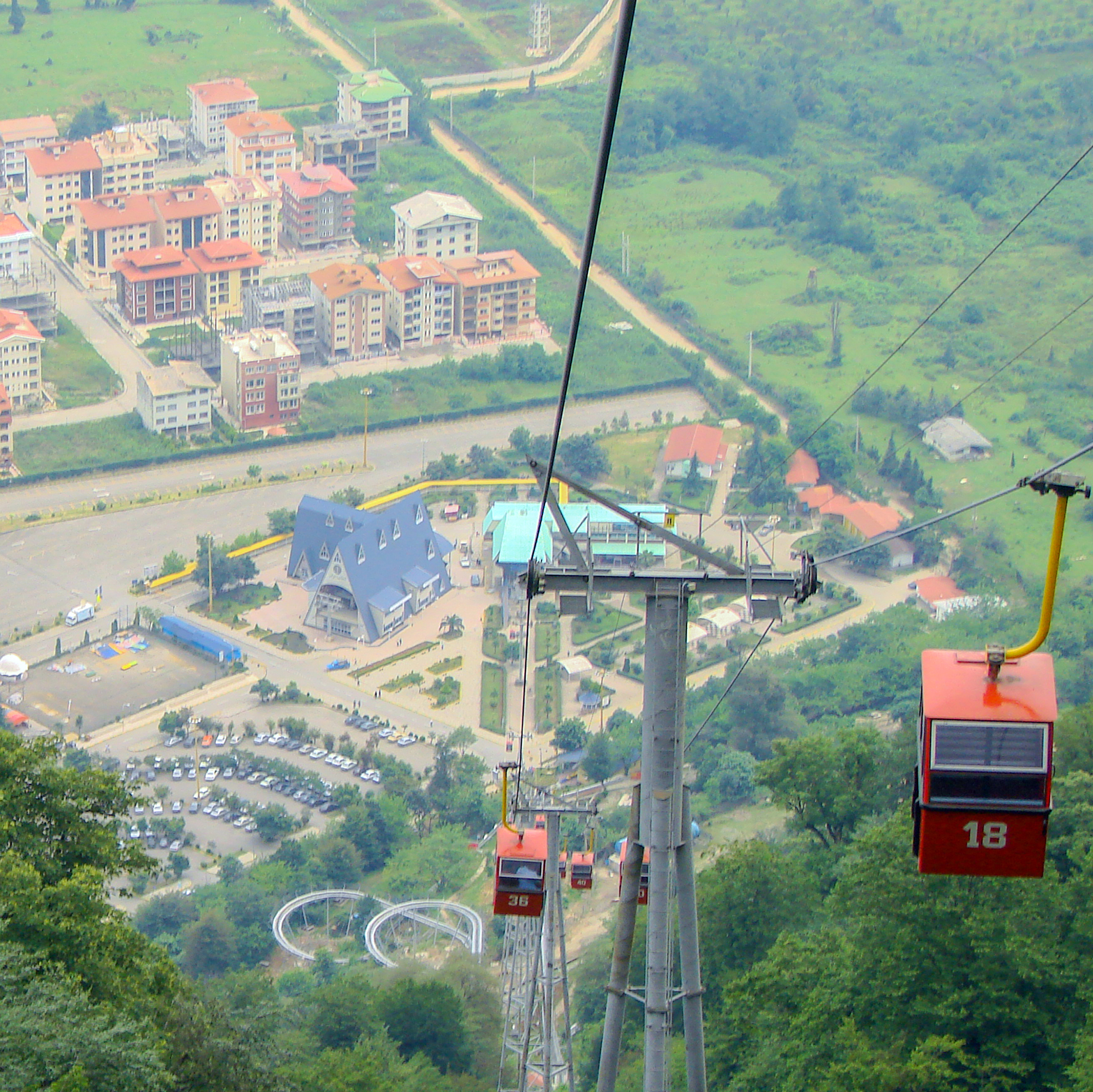
تله کابین شهرک توریستی تفریحی نمکاب‌رود، در استان مازندران

## شمال ایران در عهد اشکانی
آنچه در ذیل آمده، توصیفی است که استرابو جغرافی‌دان قرن اول میلادی و عهد اشکانیان، از مردمان حاشیه جنوبی دریای هیرکانی یا کاسپین (دریای خزر) بیان نموده است: تپوری‌ها (Tapyri) میان هیرکانی‌ها و آریایی‌ها زندگی می‌کنند و در یک مدار در اطراف دریا پس از هیرکانی‌ها (Hyrcanins)، آماردی‌ها (Amardi) و آناریاکه (Anariacae) و کادوسی‌ها (cadusi) و آلبانی‌ها (albani) و کاسپی‌ها (Caspii) و ویتی‌ها(viti) و شماری دیگر از مردمان، تا جایی که به سکاها (scythians) می‌رسیم و از سوی دیگر به سرزمین هیرکانی (شمال هیرکانی) دربیک‌ها (Derbices) هستند… گفته می‌شود که تپوری‌ها (Tapyri) میان دربیک‌ها (Derbices) و هیرکانی‌ها (Hyrcanians) زندگی می‌کنند.
استرابون(۶۳ ق. م) اقوام کوهنشین شمال را چنین توصیف می‌کند: تمام مناطق این کشور به استثنای بخشی به سمت شمال که کوهستانی و ناهموار و سرد است و محل زندگی کوهنشینانی به نام کادوسی (Cadusii) و آماردی (Amardi) و تپوری (Tapyri) و کیرتی (Cyrtii) سایر مردمان دیگراست، حاصلخیز است.
بخش دوم از آسیای شمالی با دریای کاسپین آغاز می‌شود که به دریای هیرکانی هم معروف است. ما در اینجا از این دریا و ملت‌هایی که بر ساحل آن زندگی می‌کنند، صحبت می‌کنیم. این دریا از اقیانوس به سمت جنوب آغاز می‌شود و در ابتدا بسیار باریک است؛ و کم‌کم تا ۵۰۰ استادیوم وسیع می‌شود.
اراستوسن می‌گوید که ناوبری در این دریا برای یونانیان شناخته شده بود. بخشی از سفر در امتداد سواحل آلبانی و کادوسی حدود ۵۴۰۰ استادیا می‌گردید؛ و سپس بخشی که متعلق بود به سرزمین اناریاکی، مَردی و هیرکانی؛ و تا آنجا که دهانهٔ رودخانهٔ جیحون حدود ۴۸۰۰ استادیا و به لگسارتس حدود ۲۴۰۰ استادیا. البته این اطلاعات، به‌خصوص فاصله‌ها ممکن است چندان دقیق نباشد.
قبایل نزدیک دریا، همچنین عشایر و قبایل اروپایی، اسکیتیان و سرمتی‌ها هستند. یونانیان باستان تمام قبائل شمالی را با نام مشترک از اسکیت‌ها، و کِلتو (سِلتو)- اسکیت‌ها می‌نامیدند. همچنین قبائل ساکائی و ماساژت‌ها که در طرف شرقی دریای هیرکانی ساکن بوده‌اند.
عشایر یا قبائل سرگردان، که در سمت شرقی دریای کاسپین زندگی می‌کردند، داهه یا پرنی نامیده می‌شدند. پس از آنجا با کویری روبرو می‌شویم و سپس به هیرکانیا می‌رسیم. در سرزمین هیرکانیا دریای کاسپین عمیق و گسترده می‌شود و این تا سرزمین ماد و کوه‌های ارمنستان ادامه دارد. دریا، تپه‌ها و کوهستان در اینجا شکلی «هلالی» می‌گیرد. با فاصله گرفتن از دریا و نزدیک شدن به دامنه کوه‌ها تا رسیدن به ارتفاعات، در بخش کوچکی از این سرزمین برخی قبایل آلبانی و ارمنی و بخش بزرگتری توسط گلائی‌ها، کادوسیان، آمردی‌ها، ویتی‌ها، و اناریاکائی– که برخی قبایل پرهسی (محتملا پارسی؟) نیز با آن‌ها هستند- ساکن‌اند.
در سرزمین ویتی‌ها، شهری با دیوار در اطرافش توسط آئینیانس ساخته شده است، که اکنون آن را آئینا (آئینیانا) می‌نامند. در این شهر زره‌پوش یونانی، کشتی‌های جنگی (بی‌باک)، و مقبره‌هایی مشاهده شده است. همچنین نیز در شهر اناریا، یک اوراکل وجود دارد که مشاوره دربارهٔ خواب‌ها می‌دهد؛ و همچنین بقایایی از مهاجرنشین‌های یونانی مشاهده شده است.
اما این قبائل به خاطر طبیعت خشن و ناهموار منطقه، بیشتر به شکارگری و غارتگری می‌پردازند و بیشتر استعداد در جنگیدن دارند تا دامداری و کشاورزی. بخش بزرگ‌تر ساحل در پای منطقه کوهستانی که به ۵۰۰۰ استادیا می‌رسد، در تصرف کادوسیان است، اما این سرزمینها، کم حاصل است.
هیرکانیا سرزمینی بسیار حاصلخیز و گسترده است و دربرگیرندهٔ دشت‌ها و شهرستان‌های قابل توجهی است. مانند تالابروس، سمریان و کارتا و محل اقامت خانوادهٔ سلطنتی، تِیْپْ (یا تپه)، که گفته می‌شود کمی بالاتر از سطح دریا واقع شده است و به فاصلهٔ ۱۴۰۰ استادیوم از کاسپین گیت واقع است. تاک‌های فراوان و درخت‌های انجیر پرمحصول دارد. زنبورهای عسل در میان درختان کندو دارند و قطرات عسل از برگ‌ها می‌چکد. در ماتیانه و ماد و سکاسنه و ارکسنه و ارمنیه نیز تقریباً چنین است.
اما نه به این دریا و نه به این سرزمین توجه خاصی نشده است؛ و این به دلیل حاکمان آن بوده است. اولین فرمانداران هیرکانیا بربرها بودند، سپس مادها، هخامنشیان و در نهایت پارتیان بودند. باید افزود که تمام سرزمین‌های مجاور آن دریا نیز یا بیابان بی‌آب و علف است یا پناهگاه‌های راهزنان و بیابانگردان که بر بیابان‌ها می‌افزایند. در دورهٔ کوتاه تسلط مقدونیان هم توجه چندانی بدان نشد، چرا که هم دور بودند و هم دائماً در حال جنگ با دیگران.
بنا به گفته آریستوبولوس هیرکانیا، سرزمینی جنگلی است و در آن به تولید و کاشت درختان بلوط می‌پردازند، اما کاج و سرو که در هندوستان فراوان است، ندارد. منطقهٔ نسا را نیز متعلق به هیرکانیا می‌دانند، البته برخی نویسندگان، نظر متفاوت دارند.